# Alajõe (Peipsiääre)
Alajõe (Duits: Allajeggi) is een plaats in de Estlandse gemeente Peipsiääre, provincie Tartumaa. De plaats heeft de status van dorp (Estisch: küla) en telt 63 inwoners (2021).
De plaats werd voor het eerst genoemd in een document uit 1582. Ze hoorde tot in oktober 2017 bij de gemeente Vara. In die maand werd deze gemeente bij de gemeente Peipsiääre gevoegd.